# Alan Thornhill (pasteur)
Alan Thornhill (16 mars 1906-11 décembre 1988) est un pasteur anglican et écrivain britannique, auteur notamment de nombreuses pièces de théâtre.

## Biographie
Alan Edward Carlos Thornhill nait le 16 mars 1906 à Liverpool. Il fait ses études à Repton School puis à Hertford College, à Oxford et à Wycliffe Hall, le séminaire de l’Église d'Angleterre à Oxford.
Après son ordination en 1929 à la cathédrale de Southwark et un passage en paroisse à Londres, il revient à Hertford College en tant qu’aumônier, fonction qu’il exerce pendant 5 ans.
À Oxford, en 1928, il s’était lié d'amitié avec Frank Buchman, le fondateur des Groupes d'Oxford, devenus le Réarmement moral en 1938 (et en 2001 Initiatives et Changement). Ce mouvement, fruit de l'appel de Buchman en faveur d'un « réarmement moral et spirituel », exhortait les croyants de toutes origines à faire face aux idéologies totalitaires et à la violence. Mettant l'accent sur le partage d’expérience plutôt que sur la doctrine, il permettait la convergence de personnes de convictions religieuses et politiques très différentes, et il rencontrait un grand succès à l'époque.
C’est une remarque de Buchman (« Le théâtre est une force formidable. Il pourrait contribuer à transformer la société. ») qui pousse Thornhill à écrire. Sa première pièce, The Forgotten Factor (1940), traite des affrontements humains et idéologiques au cours d'une grève tendue. Elle est d'abord jouée pour les employés de l'usine Ford, en présence d'Henry Ford. Plus tard, elle a été jouée devant le sénateur Harry Truman, le bras droit du président Roosevelt et permet de mettre fin à une grève très dure. Impressionné, celui-ci parraine une représentation à Washington, décrivant la pièce comme « la pièce la plus importante issue de la guerre (...) Il n'y a pas un seul goulot d'étranglement dans l'industrie qui ne puisse être éliminé si ces idées reçoivent le feu vert... » La pièce est jouée à Broadway à New York puis à Washington et à Londres. Elle sera traduite en 16 langues.
En voyageant à travers les États-Unis dans les années 1950 avec le Réarmement moral, Alan Thornhill découvre le mouvement des droits civiques et les tensions que la situation génère. Il écrit la pièce The Crowning Experience (1957), basée sur la vie de l'éducatrice afro-américaine Mary McLeod Bethune, fille d'anciens esclaves. Le titre de la pièce est tiré d'une déclaration faite par cette dernière lors d'une réunion publique du Réarmement moral, où elle partageait la tribune avec un raciste repenti : « Faire partie de cette grande force unificatrice de notre époque est l'expérience la plus marquante de ma vie. » Créée à Atlanta, la pièce rencontre un grand succès. En pleine ségrégation, le propriétaire du théâtre a ouvert les portes au public noir et blanc, promettant de continuer à l'utiliser aussi longtemps que la société de production pourrait le remplir. Le rôle de Mary McLeod Bethune est tenu par la mezzo-soprano Muriel Smith, sur scène et bientôt au cinéma (1960),.
En 1978, Thornhill et le journaliste conservateur Malcolm Muggeridge ont collaboré à Sentenced to Life : A Parable in 3 Acts, créée au Westminster Theater de Londres, une pièce qui explore la question de l'euthanasie.
Ami et correspondant fidèle, Thornhill dresse dans Best of Friends (1986) une série de portraits perspicaces et bienveillants de ceux qui ont enrichi sa vie spirituelle et intellectuelle, notamment Buchman, Muggeridge, le comédien Charlie Chaplin et Muriel Smith.

## Famille
Alan Thornhill épouse en 1947 l’Américaine Barbara van Dyke, rencontrée dans l’entourage de Frank Buchman. Ils ont une fille, Susan, qui a épousé l’Écossais Rob Corcoran et qui a poursuivi son engagement avec Initiatives et Changement aux Etats-Unis.
Alan Thornhill décède le 11 décembre 1988 à Mark Cross, dans le Sussex de l'Est. Ses funérailles ont lieu à l'église St. Denys, à Rotherfield, dans le Sussex.

## Œuvres

### Théâtre
- The Forgotten Factor (1940)
- The Crowning Experience (1957)
- Mr. Wilberforce, MP (1965)
- Bishop's Move (1968)
- Hide Out (1969)
- Ride ! Ride ! (1976), basée sur la vie de John Wesley
- Sentenced to Life : A Parable in 3 Acts (en collaboration avec Malcolm Muggeridge)

### Livres
- One Fight More (1943)
- Three Mile Man (1980)
- Best of Friends (1986)
- Discoveries Along the Way with Alan Thornhill (extraits des sermons d’Alan Thornhill, présentés par sa fille Susan Corcoran), publication posthume, Christian Faith Publishing, Inc. (2020)